# 土々呂トンネル
土々呂トンネル（ととろトンネル）は、宮崎県延岡市の延岡南道路（東九州自動車道に並行する国道10号の自動車専用道路）のトンネル。

## 概要
- 長さ：890m

※トンネル距離数はトンネル入口手前に設置された標識の記載によるもの。

## 歴史
- 1990年2月21日：延岡南道路の開通に伴い供用開始。

## 追記事項
- 現段階では暫定2車線の対面通行で供用されている。現段階では完成4車線の目処は立っていない。延岡南道路自体では最も距離が長い。

## 関連事項
- 九州地方の道路一覧
- 西日本高速道路